# Homoneura argyrocephala
Homoneura argyrocephala är en tvåvingeart som först beskrevs av Mario Bezzi 1928.  Homoneura argyrocephala ingår i släktet Homoneura och familjen lövflugor.
Artens utbredningsområde är Fiji. Inga underarter finns listade i Catalogue of Life.